# 中国人民解放军内蒙古军区
中国人民解放军内蒙古军区，简称内蒙古军区，是中国人民解放军的一个省级军区，现属于中央军委国防动员部，管辖范围为内蒙古自治区。

## 领导人

### 历任司令员
1. 乌兰夫（1950年1月－1966年8月）上將
2. 滕海清（1967年4月－1971年5月）中將
3. 尤太忠（1971年5月－1978年10月）中將
4. 黄　厚（1978年11月－1981年7月）
5. 蔡　英（1981年8月－1988年6月）
6. 李贵彬（1988年6月－1990年6月）
7. 刁从洲 少將（1990年6月－1994年6月）
8. 彭翠峰（1994年6月－2000年8月）
9. 黄高成（2000年8月－2006年11月）
10. 郑传福 （2006年11月－2009年12月）中將
11. 刘志刚（2010年3月－2012年12月） 少將
12. 车华松（2013年3月－2016年8月）[1]
13. 冷杰松 （2016年8月－2019年7月）[2]
14. 马庆雷   （2019年7月－2023年10月）海軍少將
15. 陳連兵 (2023年10月－2024年8月)武警少將

### 歷任副司令員
1. 臧永凯兼軍區參谋長(2015-01-19 一)   少將
2. 李智國(?一2014年9月30日)
3. 海力斯
4. 車華松(2013年7月一2017年3月)
5. 張英奎 兼任軍區副參謀長
6. 杨国安

### 历任政治委员
1. 乌兰夫（1954年3月－1966年8月）
2. 滕海清（1967年4月－1971年5月）
3. 尤太忠（1971年5月－1972年5月）
4. 吴　涛（1972年5月－1978年3月）
5. 周　惠（1978年11月－1986年3月）
6. 刘一云（1985年2月－1988年6月）
7. 杨恩博（1988年6月－1994年4月）
8. 张　珍 少將（1994年4月－2000年12月）
9. 张金柱（2000年12月－2008年1月）
10. 吴合春（2008年1月－2012年4月）
11. 杨俊兴（2012年4月－2017年5月）[3]
12. 王炳跃（2017年7月—2020年10月）[4]
13. 杨小康（2020年10月—）[5]